# 藤原今河
藤原 今河（ふじわら の いまがわ）は、奈良時代後期から平安時代初期にかけての貴族。名は今川とも記される。藤原南家、参議・藤原巨勢麻呂の子。官位は従四位上・左京大夫。

## 経歴
桓武朝の延暦6年（787年）従五位下に叙爵。延暦9年（790年）伊勢介次いで伊勢守、翌延暦10年（791年）美濃守と地方官を歴任する。その後、延暦16年（797年）従五位上、延暦23年（804年）正五位下と累進する。
平城朝の大同3年（808年）従四位下・越前守に叙任される。大同5年（810年）に発生した薬子の変での動静は伝わらないが、変を挟んで越前守を務めていたらしく、弘仁3年（812年）従四位上・左京大夫に叙任された際も引き続き越前守を兼帯している。弘仁5年（814年）7月24日卒去。享年66。最終官位は左京大夫従四位上。

## 官歴
『六国史』による。
- 時期不詳：正六位上
- 延暦6年（787年） 正月7日：従五位下
- 延暦9年（790年） 3月10日：伊勢介。7月24日：伊勢守
- 延暦10年（791年） 正月22日：美濃守
- 延暦16年（797年） 正月7日：従五位上
- 延暦23年（804年） 正月11日：正五位上
- 大同3年（808年） 正月25日：従四位下。5月28日：美濃守。6月25日：越前守
- 弘仁3年（812年） 正月7日：従四位上。2月10日：左京大夫（兼越前守）
- 弘仁5年（814年） 7月24日：卒去（左京大夫従四位上）

## 系譜
『尊卑分脈』による。
- 父：藤原巨勢麻呂
- 母：丹墀氏娘
- 妻：藤原乙麻呂の娘
  - 男子：藤原伊勢雄
  - 男子：藤原真縄
  - 男子：藤原縄槎
- 生母不詳の子女
  - 男子：藤原浄名